# はやと (テレビドラマ)
『はやと』は、1969年1月1日から同年3月26日までNET（現・テレビ朝日）系列局で放送されていた時代劇である。松竹と毎日放送の共同製作。全13話。放送時間は毎週水曜 19:30 - 20:00 （日本標準時）。
里見浩太朗初のテレビ時代劇主演作である。前番組『まぼろし城』（主演：林真一郎）から引き続き松竹が製作に携わっていた。

## 出演者
- はやと：里見浩太郎
- 戸田リキ：中島貴 (第2話から)

## 放映リスト
| 話数 | サブタイトル     | ゲスト出演者 |
| ---- | ---------------- | --- |
| 1    | はやぶさ三段斬り | 左時枝（島まゆみ）、五味竜太郎（幻の左源太）、杉本マチ子（幻のききょう）、塩崎純男（島左近）                                                                                               |
| 2    | 死の人形使い     | 徳大寺伸（戸田玄斎）、松木路子（巡礼ゆかり）、江見俊太郎（幻の藤太） |
| 3    | 死神浪人         | 八汐路恵子（お芳の方）、入江慎也（風間典膳）、河上健太郎（まぼろしの隊長）、宅島溪（幻の右源太）、木村功（鬼頭一角）                                                                       |
| 4    | 嵐のどくろ仮面   | 江幡高志（鰯田一平）、上杉高也（まぼろし隊長）、玉川良一（鮫川甚十郎） |
| 5    | せむし男の怪     | 大村文武（阿部源之進）、高橋芙美子（まつ）、加治春雄（相良要介）、市川男女之助（後藤惣兵衛）、武原英子（千代）、佐藤祐爾（西条喜十郎）、佐々木松之丞（願念和尚）、吉田義夫（せむしの鉄眼） |
| 6    | 血を呼ぶからす   | 景山雄司（蒲生玄進）、上林詢（相羽伸之介）、賀川泰三（幻の長兵衛）、和崎俊也（青柳彦三郎）                                                                                                 |
| 7    | おおかみ岳の決闘 | 梶健司（兵藤五郎太）、戸上城太郎（まぼろし隊長） |
| 8    | 黒い手袋の殺人鬼 | 尾上鯉之助（幻の熊三）、唐沢民賢（幻の紋次）、志摩靖彦（庄屋弥左衛門）、内田良平（御友一学）                                                                                               |
| 9    | 恐怖の矢文       | 磯部玉枝（信乃）、不破潤（陣内）、原聖四郎（伝兵衛）、武原英子（お峰）、舟橋元（監物） |
| 10   | 死闘             | 牧冬吉（黒主）、宍戸大全（鬼の左々羅）、大竹修造（忍者）、真山知子（うつぼ） |
| 11   | くらやみ剣法     | 丹羽又三郎（幻の伊十郎）、永田光男（小野寺一刀斎）、堀田真三（門弟 田沢）、汐路章（荒川重太郎）、土田早苗（小野寺春乃）                                                                    |
| 12   | 鏡地獄           | 田中賎男（伊兵衛）、真木祥次郎（庄屋）、玉生司郎（甚助）、三島ゆり子（こゆき） |
| 13   | 血染の連判状     | 清水元（甚兵衛）、梅津栄（左内）、桃山みつる（千代）、宗方勝巳（伝次） |

## スタッフ
- 脚本：貞永方久、大西信行、元持栄美、駒城鎮一
- 音楽：小川寛興
- 撮影：酒井忠
- 監督：貞永方久、井沢雅彦
- 制作：松竹、毎日放送

## 主題歌
『はやと』キングレコード
- 唄：里見浩太郎
- 作詩：名村宏
- 作曲：小川寛興